# Hagerstown (Maryland)
Hagerstown is een plaats (city) in de Amerikaanse staat Maryland, en valt bestuurlijk gezien onder Washington County.

## Demografie
Bij de volkstelling in 2000 werd het aantal inwoners vastgesteld op 36.687.
In 2006 is het aantal inwoners door het United States Census Bureau geschat op 39.008, een stijging van 2321 (6,3%).

## Geografie
Volgens het United States Census Bureau beslaat de plaats een oppervlakte van
27,6 km², geheel bestaande uit land. Hagerstown ligt op ongeveer 194 m boven zeeniveau.

## Plaatsen in de nabije omgeving
De onderstaande figuur toont nabijgelegen plaatsen in een straal van 8 km rond Hagerstown.

## Geboren
- Earl Swope (1923 - 1968), jazztrombonist
- Euge Groove (1962), saxofonist
- Justin Bond (1963), travestie zanger
- Michael A. Mogensen (1973), componist, dirigent, arrangeur en hoornist